# Nasa olmosiana
Nasa olmosiana är en brännreveväxtart som först beskrevs av Ernest Friedrich Gilg och Macbride, och fick sitt nu gällande namn av Weigend. Nasa olmosiana ingår i släktet färgkronor, och familjen brännreveväxter. Inga underarter finns listade i Catalogue of Life.